# Вулиця Гонча (Чернігів)
Ву́лиця Го́нча — вулиця у обласному центрі України м. Чернігові. Від 1961 року — Максима Горького.
19 лютого 2016 року частині колишньої вулиці Горького від вул. Преображенської до вул. Котляревського повернуто історичну назву Гонча.

## Історія
Вулиця Гонча є однією із найстаріших у місті. Початок її формування сягає руської доби.
У той час магістраль, що нині є вулицею, починалася від Прогорілої (Погорілої) або Лоєвської брами Чернігівської фортеці й мала назву Лоєвського шляху (цей топонім зберігався до ХІХ століття).
Початок зміни топоніму прослідковується у XVIII ст. Так, у описі 1766 року, складеному Мусієм Бочком, подається наступна інформація:
|  | ...одна Глухівська, від Прогорілих воріт понад валом, через греблю, названу Гноєвою, й міст на річці Стрижень, йде; інша, від тих же воріт прямо на польське містечко Лоєв пролягає, назвою Лоєвська, вона ж Гонча; Оригінальний текст (рос.) ...една Глуховская, от Прогорилых ворот понад валом, через плотину, названием Гноевую, и мост на речке Стрижне, идучая; другая, от тех же ворот прямо на Полское местечко Лоев лежачая, называемая Лоевская, она же Гончая; |

На початку ХІХ століття вулиця остаточно отримала назву Гончої.
Існує кілька версій стосовно причин появи такої назви:
- М. Маркевич уважав, що вулиця отримала назву через практикування «прогону через стрій» солдат для покарання шпіцрутенами в Російській імператорській армії;
- С. Леп'явко, В. Сапон та переважна частина істориків й краєзнавців уважають назву вулиці пов'язаною з тим, що нею від поштової станції на Валу гнали коней гінці та посильні;
- третя версія (народна) ґрунтується на тому, що вулицею Гончою гнали строєм солдат на помивку спочатку до лазень Соколовського, а з 1905 року до міської лазні на Богуславській (вул. Гетьмана Полуботка).

У 1922 році вулицю Гончу було названо на честь лідера більшовизму Володимира Леніна, а 1961, в результаті перепланування міста, вулицю перейменували на честь пролетарського письменника Максима Горького, чиє ім'я носила перед тим частина новоназваної вул. Леніна (зараз — просп. Миру). Незадовго перед тим до новоназваної вулиці Горького приєднали також колишню вулицю Катерининську, що до 1949 року означалася як вулиця Лозовського — вона йде територією Валу перпендикулярно до вулиці Гончої.
19 лютого 2016 року, на виконання декомунізаційних законів, комісією з топонімії було вирішено повернути частині вулиці від перехрестя з вул. Преображенською до вул. Котляревського (район Ковалівка) історичну назву Гончої. При цьому частина вулиці до перехрестя з вул. Преображенською отримала назву Музейної.
Згідно з описом 1766 року, на Гончій було три дерев'яні церкви: Миколи Чудотворця з приходською школою (на перетині з вул. Святомиколаївською); Богоявленська (на перетині з вул. Шевченка) та Стрітення Господнього (на перетині з просп. Перемоги) — кожна мала при собі приходську школу та лікарню для бідних. 1862 року замість дерев'яної церкви Миколи Чудотворця на розі Гончої та Богоявленської (вул. Шевченка) зведено кам'яну (спалена в роки Другої світової війни, згодом розібрана).
У кінці XVIII — на поч. XIX ст. відповідно до розширення меж міста вулицю було продовжено від церкви Стрітення Господнього до слободи Ковалівка на березі Стрижня (згідно з описом М. А. Маркевича від 1852 року).
Ось що згадується про Гончу станом на початок ХІХ ст.:
|  | Здається, ніби нещодавно (45 років) я почав пам'ятати Чернігів, у якому тоді було лише дві вулиці, зручні для проїзду двох зустрічних екіпажів: вулиці Олександрівська та Гонча. Оригінальний текст (рос.) Кажется, будто бы недавно (45 лѣтъ) я началъ помнить Черниговъ, въ которомъ тогда только было двѣ улицы, удобныя для проѣзда двухъ повстрѣчавшихся экипажѣй: улица Александровская и Гончая. |

Крім того, вулиця була небрукованою — лише впродовж 1901–1905 років значні ділянки вулиці були замощені бруковим камінням та клінкером.

План Чернігова від 1860 року з нанесеною на нього вулицею Гончою.

У другій половині ХІХ ст. на Гончій містилося одне з першокласних чернігівських фотоательє, власником якого був чех Йожеф Марр. Точна дата заснування закладу, як і його ліквідації, невідома, проте станом на 1889 рік ательє вже існувало. Зачинилося до 1912 року.
На Гончій вулиці була розташована кам'яниця Константиновичів — пам'ятка цивільної архітектури XVIII ст., зруйнована під час Другої світової війни.
У 1882–1886 роках на розі Гончої та Стрітенської (просп. Перемоги) за проєктом Д. Савицького було побудовано Чернігівське жіноче єпархіальне училище — найбільшу споруду Чернігова до 1940-х (була спалена у роки Другої світової війни й розібрана на початку 1960-х). До 1941 року тут були розміщені редакції обласних газет «Більшовик» та «Молодий комунар» (сучасні «Деснянська правда» та «Гарт» відповідно).
У 1893 році на розі Гончої та Маріїнської (нині — Зеленої) вулиць, поблизу передмістя Ковалівки зведено Володимирське змішане міське училище. Будівля вирішена в стилі неоготики, споруджена за проєктом Д. В. Савицького, освячена на честь Св. Князя Володимира. В училищі могли навчатися представники всіх станів та обох статей. При закладі учням можна було отримати гарячий обід, що було новацією для того часу. З 1920-х у будівлі розмістилася кінна міліція; під час німецької окупації міста тут діяли курси німецької мови; після Другої світової війни будинок був переданий під житловий фонд, у цоколі деякий час містилася їдальня.
У 1905 році за кошти міської думи й меценатів В. Гутмана, М. Маркельса та Ф. Лизогуба зведено будівлю Чоловічої торговельної школи у псевдоросійському (неоросійському) стилі. У 1916–1919 роках тут орендував аудиторії новостворений Чернігівський учительський інститут під орудою О. П. Фльорова. До 1941 року в будівлі розміщувалася єврейська школа. Зараз — Чернігівський економічний коледж.
У 1927–1929 роках за проєктом Г. Конопатського споруджено будівлю Чернігівської електростанції у стилі конструктивізм (зараз — ПАТ «Чернігівобленерго»).

## Цікаві факти
- Під час подорожі Україною Чернігів інкогніто відвідав імператор Священної Римської імперії, цісар Йосиф II. Як свідчать джерела, відбулася ця подія 19 травня 1780 року. Імператор під час відвідин міста проживав у котромусь із будинків на вулиці Гончій.
- За свідченнями митрофорного протоєрея О. Короткевича, в будинку його родичів Преліних (бабусі та діда дружини) на вулиці Гончій мешкав Т. Г. Шевченко під час другого відвідання Чернігова в 1847 році. Зазначається, що Шевченко мав приятельські стосунки з Преліними, не раз буваючи у їх домі й спиняючись там на декілька днів. Станом на 1942 рік будинок зберігався й мав № 63.[6]
- У 1912 році, переїхавши до Чернігова, на Гончій оселилася та деякий час мешкала родина знаного художника О. В. Савченка-Більського.
- 1 листопада 1918 року на розі вулиць Гончої та Сіверянської (Коцюбинського) о 5 годині ранку при спробі втечі конвоєм було застрелено М. Муринсона та важко поранено Й. Шильмана, звинувачених в участі у підпільній більшовицькій організації. Дорогою до лікарні Шильман помер. Обидва поховані на чернігівському єврейському кладовищі.

## Видатні мешканці
- Дмитро Афанасьєв — інженер, губернський архітектор;
- Олексій Бакуринський — громадський діяч, один з фундаторів Чернігівського народного університету. Розстріляний у ніч на 1 серпня 1919 року;
- Дмитро Грембецький — краєзнавець, збирач архівних документів, автор збірки «Замѣтки старожила или Черниговъ за 45 лѣтъ» (рос.);
- Трохим Кобилковський — Почесний громадянин;
- Дмитро Куровський — український поет (Гонча, 41 — пам'ятна дошка);
- Федір Лизогуб — меценат, брат Д. Лизогуба;
- Андрій Месеча — учасник Другої світової війни, кавалер чотирьох медалей «За відвагу» (Гонча, 29 — пам'ятна дошка);
- Іван Орловський — Почесний громадянин;
- Олексій Острицький — Почесний громадянин;
- Кіндрат Сорокін — засновник Чернігівського музичного училища;
- Іван Якубович — дворянин, архітектор та інженер, інспектор шосе в Чернігові.

## Пам'ятки архітектури та історії
- буд. № 5 — будівля Парафіяльної школи (XVIII ст.), згодом — чоловіче Ланкастерське училище (1847), Чернігівська громадська бібліотека та музей Чернігівської Губернської вченої архівної комісії; у 1918 році тут розміщувався штаб Єврейського червоногвардійського загону під командуванням А. Гутмана та Н. Івельмана;
- буд. № 24 — особняк архітектора Д. Афанасьєва (поч. XX ст.);
- буд. № 25 — будівля Чоловічої торговельної школи (1905 р., псевдоросійський стиль);
- буд. № 40 — будівля Чернігівської електростанції (1927–1929 рр., арх. Г. Конопатський, стиль конструктивізм);
- буд. № 42 — особняк інженера І. Якубовича (кін. XIX ст., стиль модерн);
- буд. № 65 — будівля Володимирського міського училища (1893 р.);
- буд. № 67 — особняк О. Бакуринського (кін. XIX ст.);
- буд. № 92 — особняк купця З. Гозенпуда (кін. XIX ст., стиль модерн; на початку XX ст. подарований власником місту для облаштування сирітського притулку).

Крім того, як історична забудова Чернігова ХІХ — поч. ХХ ст., цінність становлять також буд. № 11 (будинок Харченка, збереглася автентична кахляна піч), 13 (будинок Панченка), 15 (стиль історизм), 22 (будинок Комаровського, має залишки валу Окольного граду ХІ ст. на подвір'ї), 22а, 30 (стиль конструктивізм), 33, 33а, 44 (у 1920-х Штаб територіального полку РСЧА), 48 (будинок Солонини, стиль модерн), 50 (будинок Острицького, стиль модерн), 54, 62 (будинок Тризни), 69 (будинок Шафрановича, в 1920–1925 рр. 2-й Комсомольський клуб), 81.

## Інфраструктура та об'єкти
- буд. № 25 — Чернігівський економічний коледж Національної академії статистики, обліку та аудиту;
- буд. № 33 — Чернігівський обласний центр науково-технічної творчості учнівської молоді;
- буд. № 34 — Академія Державної пенітенціарної служби України;
- буд. № 37 — Головне управління статистики у Чернігівській області;
- буд. № 40 — ПАТ «Чернігівобленерго»;
- буд. № 92 — ПНЗ Спеціалізована дитячо-юнацька  школа олімпійського резерву з веслування на байдарках і каное ЧОО ФСТ «Україна», ПНЗ Комплексна дитячо-юнацька спортивна школа ЧОО ФСТ «Україна».

## Галерея

Кам’яниця Константиновичів (не збереглася). Малюнок за фото С. Таранушенка
Будівля Чернігівського жіночого єпархіального училища, 1882–1886 рр. (не збереглася)
Казенний винний склад в кінці вулиці Гончої на Ковалівці, 1900-ті (зараз — ЗАТ ЧЛГЗ «Чернігівська горілка»)
Церква Миколи Чудотворця на розі Гончої та Богоявленської, 1862 р. (не збереглася)
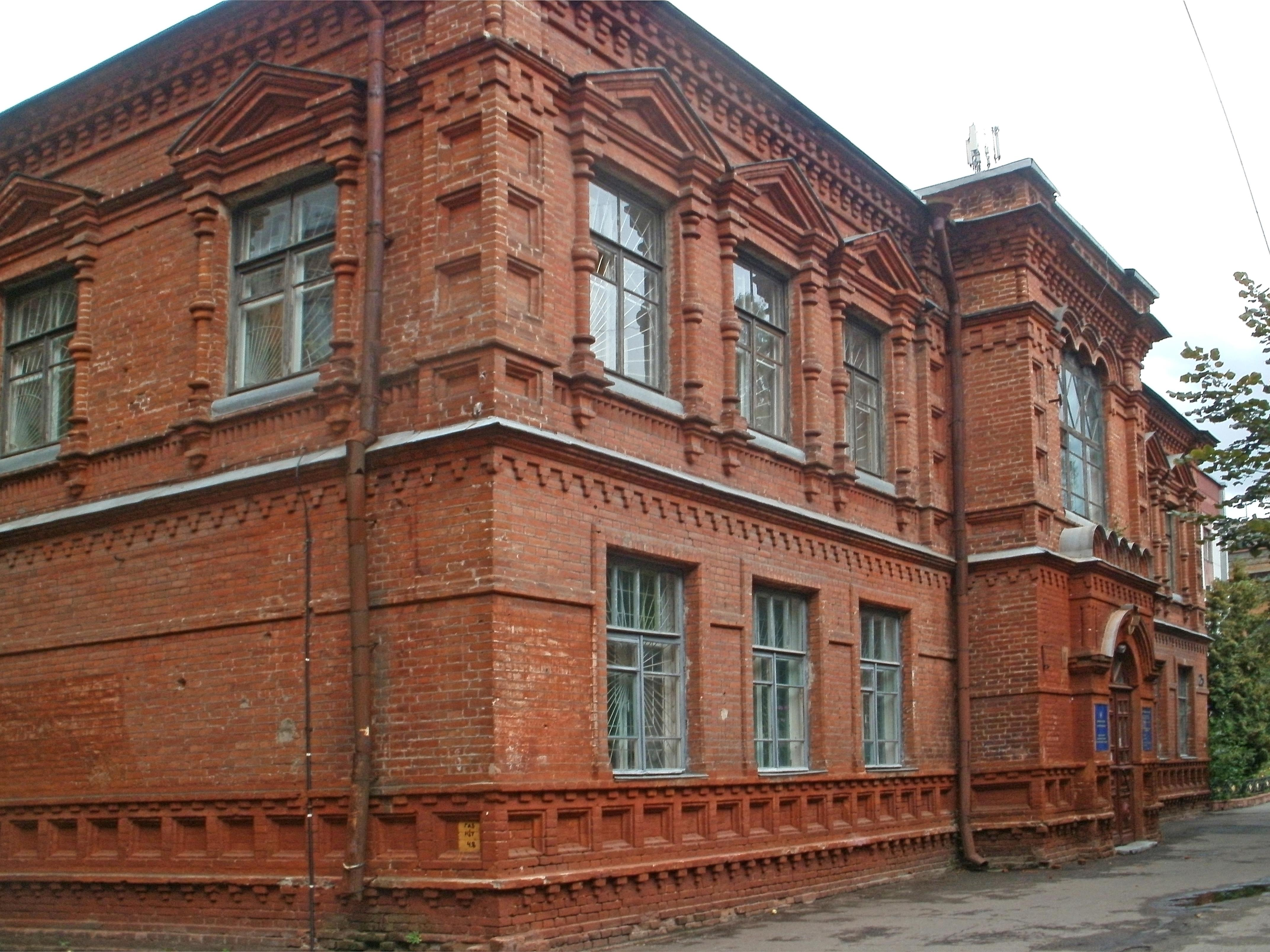
Будівля Торговельної школи поч. XX ст. (зараз — Чернігівський економічний коледж)
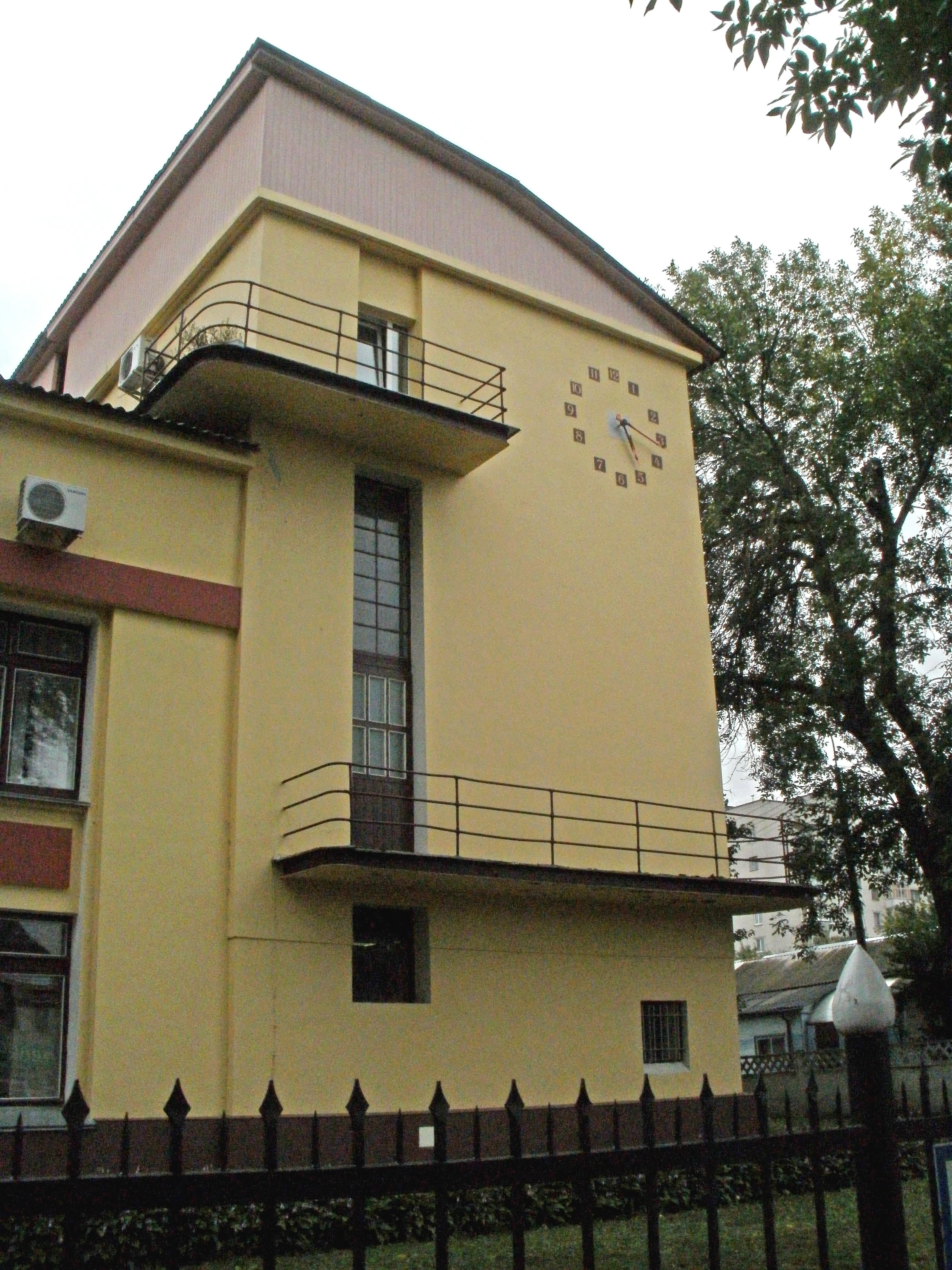
Будівля електростанції 1927–1929 рр. (зараз — ПАТ «Чернігівобленерго»)
Особняк З. Гозенпуда кін. ХІХ ст. Колишній сирітський притулок